# Албано-сербські відносини
Албано-сербські відносини є міжнародними відносинами між Республікою Албанія і Республікою Сербія. Албанія має посольство у Белграді. Сербія має посольство у Тирані. Обидві країни є повноправними членами Ради Європи, Організації з безпеки і співробітництва в Європі (ОБСЄ), Центрально-європейської асоціації вільної торгівлі (ЦЕАСТ) і Організації Чорноморського економічного співробітництва (ОЧЕС). Сербія та Албанія є офіційними кандидатами на вступ до Європейського Союзу.
Сербія та Албанія встановили офіційні дипломатичні відносини 25 квітня 1914 року. Одним зі спірних питань у албано-сербських відносинах є питання про Косово.
10 листопада 2014 прем'єр-міністр Албанії Еді Рама відвідав Сербію і зустрівся з прем'єр-міністром Сербії Александаром Вучичем. Це стало першим засіданням такого типу між керівництвом двох країн після зустрічі у 1947 албанського диктатора Енвера Ходжі з президентом Югославії Йосипом Броз Тіто.